# Eric Urban

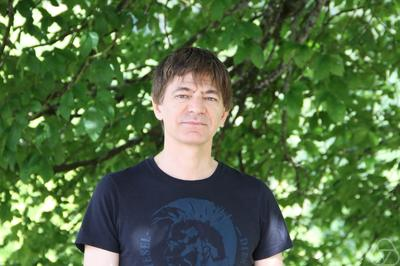
Eric Urban

Eric Jean-Paul Urban ist ein französischer Mathematiker, der sich mit Algebraischer Zahlentheorie und arithmetischer Geometrie befasst.
Urban wurde 1995 bei Jacques Tilouine an der Universität Paris-Süd in Orsay promoviert (Arithmétique des formes automorphes pour GL(2) sur un corps imaginaire quadratique). Er ist Professor an der Columbia University.
In der Iwasawa-Theorie kündigte er mit Christopher Skinner 2002 einen Beweis der Hauptvermutung für GL (2) an, der 2010 als Preprint veröffentlicht wurde und 2014 erschien.
2011 war er am Institute for Advanced Study. 2006 war er Invited Speaker auf dem Internationalen Mathematikerkongress mit Skinner (Vanishing of L-functions and ranks of Selmer groups).

## Schriften
- Eigenvarieties of reductive Groups, Annals of Math., Band 174, 2011, S. 1685–1784